# Cerchi (singolo)
Cerchi è un singolo del gruppo musicale italiano Eugenio in Via Di Gioia, pubblicato il 14 dicembre 2018.

## Tracce
1. Cerchi – 3:50

## Video musicale
Il videoclip del brano, diretto da Gabriele Ottino e Paolo Bertino, è stato pubblicato il 21 dicembre 2018 sul canale YouTube del gruppo.